# Spanyolország az 1984. évi nyári olimpiai játékokon
Spanyolország az egyesült államokbeli Los Angelesben megrendezett 1984. évi nyári olimpiai játékok egyik részt vevő nemzete volt. Az országot az olimpián 23 sportágban 179 sportoló képviselte, akik összesen 5 érmet szereztek.

## Érmesek
| Érem  | Versenyző | Sportág    | Versenyszám                    |
| ----- | --- | ---------- | ------------------------------ |
| Arany | Luis Doreste Roberto Molina | Vitorlázás | 470-es osztály                 |
| Ezüst | Fernando Climent Luis Lasúrtegui | Evezés     | Férfi kormányos nélküli kettes |
| Ezüst | Nemzeti válogatott José Manuel Beirán José Luis Llorente Fernando Arcega José María Margall Andrés Jiménez Fernando Romay Fernando Martín Juan Antonio Corbalán Ignacio Solozábal Juan de la Cruz Juan Manuel López Juan Antonio San Epifanio | Kosárlabda | Férfi                          |
| Bronz | José Manuel Abascal | Atlétika   | Férfi 1500 m                   |
| Bronz | Enrique Míguez Narciso Suárez | Kajak-kenu | Férfi kenu kettes 500 m        |

## Atlétika
Férfi
| Versenyző                                                     | Versenyszám     | Előfutam      | Előfutam      | Előfutam      | Negyeddöntő | Negyeddöntő | Negyeddöntő | Elődöntő | Elődöntő | Elődöntő | Döntő         | Döntő         |
| Versenyző                                                     | Versenyszám     | Idő           | Hely.         | Össz.         | Idő         | Hely.       | Össz.       | Idő      | Hely.    | Össz.    | Idő           | Helyezés      |
| ------------------------------------------------------------- | --------------- | ------------- | ------------- | ------------- | ----------- | ----------- | ----------- | -------- | -------- | -------- | ------------- | ------------- |
| José Javier Arqués                                            | 100 m           | 10,42         | 3.            | 14.           | 10,52       | 4.*         | 17.*        | kiesett  | kiesett  | kiesett  | kiesett       | kiesett       |
| Ángel Heras                                                   | 400 m           | 46,06         | 2.            | 14.           | 45,88       | 5.          | 19.         | kiesett  | kiesett  | kiesett  | kiesett       | kiesett       |
| Antonio Sánchez                                               | 400 m           | 46,03         | 3.            | 13.           | 45,79       | 6.          | 17.         | kiesett  | kiesett  | kiesett  | kiesett       | kiesett       |
| Colomán Trabado                                               | 800 m           | 1:46,00       | 3.            | 4.            | kiesett     | kiesett     | kiesett     | kiesett  | kiesett  | kiesett  | kiesett       | kiesett       |
| Benjamín González                                             | 800 m           | 1:48,01       | 4.            | 34.           | kiesett     | kiesett     | kiesett     | kiesett  | kiesett  | kiesett  | kiesett       | kiesett       |
| José Manuel Abascal                                           | 1500 m          | 3:37,68       | 1.            | 1.            |             |             |             | 3:35,70  | 1.       | 1.       | 3:34,30       |               |
| Andrés Vera                                                   | 1500 m          | 3:45,44       | 3.            | 26.           |             |             |             | 3:36,55  | 3.       | 10.*     | 3:37,02       | 7.            |
| José Luis González                                            | 1500 m          | 3:47,01       | 5.            | 31.           |             |             |             | kiesett  | kiesett  | kiesett  | kiesett       | kiesett       |
| Jorge García                                                  | 5000 m          | 14:12,15      | 9.            | 38.           |             |             |             | kiesett  | kiesett  | kiesett  | kiesett       | kiesett       |
| Antonio Prieto                                                | 10 000 m        | 28:57,78      | 7.            | 24.           |             |             |             |          |          |          | kiesett       | kiesett       |
| Santiago de la Parte                                          | Maraton         |               |               |               |             |             |             |          |          |          | nem ért célba | nem ért célba |
| Juan Carlos Traspaderne                                       | Maraton         |               |               |               |             |             |             |          |          |          | nem ért célba | nem ért célba |
| Carlos Sala                                                   | 110 m gát       | 14,02         | 2.            | 10.           |             |             |             | 13,85    | 4.       | 7.       | 13,80         | 7.            |
| Javier Moracho                                                | 110 m gát       | 14,05         | 2.            | 12.*          |             |             |             | 13,89    | 5.       | 11.      | kiesett       | kiesett       |
| José Alonso                                                   | 400 m gát       | nem ért célba | nem ért célba | nem ért célba |             |             |             | kiesett  | kiesett  | kiesett  | kiesett       | kiesett       |
| Domingo Ramón                                                 | 3000 m akadály  | 8:26,04       | 2.            | 4.            |             |             |             | 8:19,08  | 1.       | 7.       | 8:17,27       | 6.            |
| Juan José Torres                                              | 3000 m akadály  | 8:40,76       | 9.            | 25.           |             |             |             | kiesett  | kiesett  | kiesett  | kiesett       | kiesett       |
| José Marín                                                    | 20 km gyaloglás |               |               |               |             |             |             |          |          |          | 1:25:32       | 6.            |
| Jorge Llopart                                                 | 50 km gyaloglás |               |               |               |             |             |             |          |          |          | 4:03:09       | 7.            |
| Manuel Alcalde                                                | 50 km gyaloglás |               |               |               |             |             |             |          |          |          | 4:05:47       | 9.            |
| Manuel González Benjamín González Antonio Sánchez Ángel Heras | 4 × 400 m váltó | 3:08,79       | 4.            | 18.           |             |             |             | kiesett  | kiesett  | kiesett  | kiesett       | kiesett       |

| Versenyző      | Versenyszám   | Selejtező                              | Selejtező | Döntő    | Döntő    |
| Versenyző      | Versenyszám   | Eredmény                               | Helyezés  | Eredmény | Helyezés |
| -------------- | ------------- | -------------------------------------- | --------- | -------- | -------- |
| Alberto Ruiz   | Rúdugrás      | 545 cm                                 | 4.        | 520 cm   | 9.       |
| Antonio Corgos | Távolugrás    | 802 (holtverseny) érvénytelen kísérlet | 4.        | 769 cm   | 10.      |
| Raúl Jimeno    | Kalapácsvetés | 66,38 m                                | 19.       | kiesett  | kiesett  |

Női
| Versenyző    | Versenyszám | Előfutam | Előfutam | Előfutam | Negyeddöntő | Negyeddöntő | Negyeddöntő | Elődöntő | Elődöntő | Elődöntő | Döntő   | Döntő    |
| Versenyző    | Versenyszám | Idő      | Hely.    | Össz.    | Idő         | Hely.       | Össz.       | Idő      | Hely.    | Össz.    | Idő     | Helyezés |
| ------------ | ----------- | -------- | -------- | -------- | ----------- | ----------- | ----------- | -------- | -------- | -------- | ------- | -------- |
| Teresa Rioné | 100 m       | 11,55    | 4.       | 15.      | 11,76       | 5.          | 17.         | kiesett  | kiesett  | kiesett  | kiesett | kiesett  |
| Teresa Rioné | 200 m       | 24,48    | 3.       | 25.      | 23,78       | 6.          | 20.         | kiesett  | kiesett  | kiesett  | kiesett | kiesett  |

| Versenyző    | Versenyszám | Selejtező | Selejtező | Döntő    | Döntő    |
| Versenyző    | Versenyszám | Eredmény  | Helyezés  | Eredmény | Helyezés |
| ------------ | ----------- | --------- | --------- | -------- | -------- |
| Isabel Mozún | Magasugrás  | 175 cm    | 26.       | kiesett  | kiesett  |

* - egy másik versenyzővel azonos eredményt ért el

## Birkózás
Szabadfogású
| Versenyző          | Versenyszám | Vigaszágas kiesés                                                                       | Vigaszágas kiesés | 5. helyért        | Bronz- mérkőzés   | Döntő             | Helyezés    |
| Versenyző          | Versenyszám | Ellenfél Eredmény                                                                       | Hely.             | Ellenfél Eredmény | Ellenfél Eredmény | Ellenfél Eredmény | Helyezés    |
| ------------------ | ----------- | --------------------------------------------------------------------------------------- | ----------------- | ----------------- | ----------------- | ----------------- | ----------- |
| Miguel García      | 57 kg       | B csoport · Graeme Hawkins (NZL) · kétvállas · Kuan Pu-ni-ma (Guan Bunima) (CHN) · 0–12 | 7.                | kiesett           | kiesett           | kiesett           | helyezetlen |
| Francisco Iglesias | 68 kg       | A csoport · Steve Bayliss (GBR) · kétvállas · Zsen Csin (Ren Qin) (CHN) · 2–15          | 11.               | kiesett           | kiesett           | kiesett           | helyezetlen |
| Ignacio Ordóñez    | 74 kg       | A csoport · Selahattin Sağan (TUR) · 0–14 · Šaban Sejdi (YUG) · 0–12                    | 10.               | kiesett           | kiesett           | kiesett           | helyezetlen |

## Cselgáncs
| Versenyző           | Versenyszám  | Csoport | Selejtező         | 32-es főtábla               | Nyolcaddöntő                             | Negyeddöntő       | Elődöntő          | Vigaszág nyolcaddöntő | Vigaszág negyeddöntő  | Vigaszág elődöntő       | Bronz- mérkőzés   | Döntő             | Helyezés |
| Versenyző           | Versenyszám  | Csoport | Ellenfél Eredmény | Ellenfél Eredmény           | Ellenfél Eredmény                        | Ellenfél Eredmény | Ellenfél Eredmény | Ellenfél Eredmény     | Ellenfél Eredmény     | Ellenfél Eredmény       | Ellenfél Eredmény | Ellenfél Eredmény | Helyezés |
| ------------------- | ------------ | ------- | ----------------- | --------------------------- | ---------------------------------------- | ----------------- | ----------------- | --------------------- | --------------------- | ----------------------- | ----------------- | ----------------- | -------- |
| Carlos Sotillo      | Légsúly      | A       |                   | Alberto Francini (SMR) · GY | Kim Dzsejop (Kim Jae-Yeop) (KOR) · V     |                   |                   |                       |                       | Guy Delvingt (FRA) · GY | kiesett           |                   | 7.       |
| Francisco Rodríguez | Harmatsúly   | B       | erőnyerő          | Sandro Rosati (ITA) · V     | kiesett                                  | kiesett           | kiesett           |                       |                       |                         |                   |                   | 20.      |
| Joaquín Ruiz        | Könnyűsúly   | B       |                   | Alvaro Sanabria (CRC) · GY  | Liao Tö-cseng (Liaw Der-Cheng) (TPE) · V | kiesett           | kiesett           |                       |                       |                         |                   |                   | 13.      |
| Ignacio Sanz        | Váltósúly    | A       | erőnyerő          | Süheyl Yeşilnur (TUR) · V   | kiesett                                  | kiesett           | kiesett           |                       |                       |                         |                   |                   | 20.      |
| Alfonso García      | Középsúly    | B       |                   | Mario Vecchi (ITA) · GY     | Densign White (GBR) · V                  | kiesett           | kiesett           |                       |                       |                         |                   |                   | 12.      |
| Alberto Rubio       | Félnehézsúly | A       |                   | Douglas Vieira (BRA) · V    |                                          |                   |                   |                       | Abdul Daffé (SEN) · V | kiesett                 | kiesett           |                   | 9.       |

## Evezés
Férfi
| Versenyző                                                  | Versenyszám              | Előfutam | Előfutam | Vigaszág | Vigaszág | Elődöntő | Elődöntő | Döntő | Döntő   | Döntő | Helyezés |
| Versenyző                                                  | Versenyszám              | Idő      | Hely.    | Idő      | Hely.    | Idő      | Hely.    | Típus | Idő     | Hely. | Helyezés |
| ---------------------------------------------------------- | ------------------------ | -------- | -------- | -------- | -------- | -------- | -------- | ----- | ------- | ----- | -------- |
| José Ramón Oyarzábal                                       | Egypárevezős             | 7:39,16  | 4.       | 7:33,68  | 3.       | 7:32,72  | 4.       | B     | 7:36,78 | 5.    | 11.      |
| Fernando Climent Luis Lasúrtegui                           | Kormányos nélküli kettes | 6:54,34  | 2.       | erőnyerő | erőnyerő | 6:53,58  | 2.       | A     | 6:48,87 | 2.    |          |
| Isidro Martín José Manuel Bermúdez Joaquín Sabriá          | Kormányos kettes         | 7:29,30  | 5.       | 7:42,23  | 4.       |          |          | B     | 7:34,38 | 4.    | 10.      |
| Luis Miguel Oliver Jesús González Manuel Vera Julio Oliver | Négypárevezős            | 6:01,80  | 2.       | 6:08,65  | 2.       |          |          | A     | 6:04,99 | 6.    | 6.       |

## Gyeplabda

### Férfi
| Spanyol férfi gyeplabdacsapat-játékoskeret                                                                             | Spanyol férfi gyeplabdacsapat-játékoskeret                                                                                            |
| --- | --- |
| - José Agut - Javier Cabot - Juan Arbós - Andrés Gómez - Juan Carlos Peón - Jaime Arbós - Ricardo Cabot - Juan Malgosa | - Carlos Roca - Mariano Bordas - Ignacio Cobos - Jordi Oliva - Miguel de Paz - Ignacio Escudé - Santiago Malgosa - José Miguel García |

#### Eredmények
Csoportkör
A csoport
| Csapat                 | M | Gy | D | V | G+ | G– | Gk  | P  |
| ---------------------- | - | -- | - | - | -- | -- | --- | -- |
| Ausztrália (AUS)       | 5 | 5  | 0 | 0 | 17 | 4  | +13 | 10 |
| NSZK (FRG)             | 5 | 3  | 1 | 1 | 12 | 4  | +8  | 7  |
| India (IND)            | 5 | 3  | 1 | 1 | 14 | 9  | +5  | 7  |
| Spanyolország (ESP)    | 5 | 2  | 0 | 3 | 11 | 12 | –1  | 4  |
| Malajzia (MAS)         | 5 | 1  | 0 | 4 | 6  | 17 | –11 | 2  |
| Egyesült Államok (USA) | 5 | 0  | 0 | 5 | 4  | 18 | –14 | 0  |

| 1984. július 29. 15:30 | NSZK (FRG) | 3–1 | Spanyolország (ESP) |  |
| 1984. július 29. 15:30 | (1–1)      |     |                     |  |

| 1984. július 31. 8:30 | Ausztrália (AUS) | 3–1 | Spanyolország (ESP) |  |
| 1984. július 31. 8:30 | (1–1)            |     |                     |  |

| 1984. augusztus 2. 8:30 | India (IND) | 4–3 | Spanyolország (ESP) |  |
| 1984. augusztus 2. 8:30 | (2–0)       |     |                     |  |

| 1984. augusztus 4. 14:30 | Spanyolország (ESP) | 3–1 | Egyesült Államok (USA) |  |
| 1984. augusztus 4. 14:30 | (1–1)               |     |                        |  |

| 1984. augusztus 6. 10:15 | Spanyolország (ESP) | 3–1 | Malajzia (MAS) |  |
| 1984. augusztus 6. 10:15 | (2–1)               |     |                |  |

| Csapat              | Helyezés |
| ------------------- | -------- |
| Spanyolország (ESP) | 8.       |

## Íjászat
| Versenyző         | Versenyszám  | 1. forduló | 1. forduló | 2. forduló | 2. forduló | Összesítés | Összesítés |
| Versenyző         | Versenyszám  | Pont       | Hely.      | Pont       | Hely.      | Pont       | Helyezés   |
| ----------------- | ------------ | ---------- | ---------- | ---------- | ---------- | ---------- | ---------- |
| Manuel Rubio      | Férfi egyéni | 1213       | 33.        | 1177       | 43.        | 2390       | 37.        |
| José Prieto       | Férfi egyéni | 1167       | 50.        | 1174       | 45.        | 2341       | 47.        |
| Montserrat Martín | Női egyéni   | 1212       | 26.        | 1206       | 26.        | 2418       | 28.        |
| Asención Guerra   | Női egyéni   | 1174       | 36.        | 1130       | 39.        | 2304       | 38.        |

## Kajak-kenu
Férfi
| Versenyző                                             | Versenyszám         | Előfutam | Előfutam | Előfutam | Vigaszág | Vigaszág | Vigaszág | Elődöntő | Elődöntő | Elődöntő | Döntő   | Döntő    |
| Versenyző                                             | Versenyszám         | Idő      | Hely.    | Össz.    | Idő      | Hely.    | Össz.    | Idő      | Hely.    | Össz.    | Idő     | Helyezés |
| ----------------------------------------------------- | ------------------- | -------- | -------- | -------- | -------- | -------- | -------- | -------- | -------- | -------- | ------- | -------- |
| Guillermo del Riego                                   | Kajak egyes 500 m   | 1:53,92  | 3.       | 10.      | erőnyerő | erőnyerő | erőnyerő | 1:51,33  | 3.       | 11.      | 1:49,71 | 7.       |
| Pedro Alegre                                          | Kajak egyes 1000 m  | 3:59,95  | 5.       | 11.      | 4:19,48  | 4.       | 8.       | 4:02,40  | 3.       | 12.      | 3:53,20 | 9.       |
| Herminio Menéndez Guillermo del Riego                 | Kajak kettes 500 m  | 1:38,88  | 4.       | 11.      | 1:39,60  | 1.       | 1.       | 1:37,38  | 4.       | 8.       | kiesett | kiesett  |
| Herminio Menéndez Guillermo del Riego                 | Kajak kettes 1000 m | 3:30,93  | 4.       | 6.       | 3:41,20  | 1.       | 3.       | 3:29,98  | 1.       | 5.       | 3:27,53 | 7.       |
| Iván González Luis Ramos Juan José Román Juan Sánchez | Kajak négyes 1000 m | 3:11,41  | 4.       | 10.      | 3:21,87  | 2.       | 6.       | 3:09,03  | 2.       | 7.       | 3:04,71 | 6.       |
| Francisco López                                       | Kenu egyes 500 m    | 2:08,01  | 5.       | 9.       | 2:09,72  | 2.       | 2.       | 2:04,38  | 3.       | 8.       | 2:03,95 | 9.       |
| Francisco López                                       | Kenu egyes 1000 m   | 4:34,94  | 5.       | 10.      | 4:29,50  | 3.       | 3.       |          |          |          | 4:23,92 | 9.       |
| Enrique Míguez Narciso Suárez                         | Kenu kettes 500 m   | 1:50,74  | 3.       | 4.       | erőnyerő | erőnyerő | erőnyerő |          |          |          | 1:47,71 |          |
| Enrique Míguez Narciso Suárez                         | Kenu kettes 1000 m  | 3:56,70  | 5.       | 6.       | 3:53,83  | 1.       | 1.       |          |          |          | 3:56,92 | 6.       |

## Kerékpározás

### Országúti kerékpározás
Férfi
| Versenyző           | Versenyszám   | Idő              | Helyezés      |
| ------------------- | ------------- | ---------------- | ------------- |
| Francisco Antequera | Mezőnyverseny | 5:11:27 (+11:30) | 23.           |
| Manuel Domínguez    | Mezőnyverseny | nem ért célba    | nem ért célba |
| Miguel Induráin     | Mezőnyverseny | nem ért célba    | nem ért célba |
| José Sanchis        | Mezőnyverseny | nem ért célba    | nem ért célba |

## Kézilabda

### Férfi
| Spanyol férfi kézilabdacsapat-játékoskeret                                                                                             | Spanyol férfi kézilabdacsapat-játékoskeret                                                                                |
| --- | --- |
| - Agustín Millán - Cecilio Alonso - Eugenio Serrano - Jaime Puig - Javier Reino - José Novoa - Juan Javier Cabanas - Juan de la Puente | - Juan Pedro de Miguel - Juan Francisco Muñoz - Juan José Uria - Julián Ruiz - Rafael López - Lorenzo Rico - Pedro García |

#### Eredmények
Csoportkör
B csoport
| Csapat                 | M | Gy | D | V | G+  | G–  | Gk  | P  |
| ---------------------- | - | -- | - | - | --- | --- | --- | -- |
| NSZK (FRG)             | 5 | 5  | 0 | 0 | 114 | 95  | +19 | 10 |
| Dánia (DEN)            | 5 | 4  | 0 | 1 | 115 | 99  | +16 | 8  |
| Svédország (SWE)       | 5 | 3  | 0 | 2 | 119 | 110 | +9  | 6  |
| Spanyolország (ESP)    | 5 | 2  | 0 | 3 | 105 | 106 | –1  | 4  |
| Egyesült Államok (USA) | 5 | 0  | 1 | 4 | 91  | 100 | –9  | 1  |
| Dél-Korea (KOR)        | 5 | 0  | 1 | 4 | 123 | 157 | –34 | 1  |

| 1984. július 31. 12:30 | Dánia (DEN) | 21–16 | Spanyolország (ESP) |  |
| 1984. július 31. 12:30 | (6–8)       |       |                     |  |
| 1984. július 31. 12:30 |             |       |                     |  |

| 1984. augusztus 2. 12:30 | NSZK (FRG) | 18–16 | Spanyolország (ESP) |  |
| 1984. augusztus 2. 12:30 | (7–9)      |       |                     |  |
| 1984. augusztus 2. 12:30 |            |       |                     |  |

| 1984. augusztus 4. 18:30 | Spanyolország (ESP) | 31–25 | Dél-Korea (KOR) |  |
| 1984. augusztus 4. 18:30 | (12–11)             |       |                 |  |
| 1984. augusztus 4. 18:30 |                     |       |                 |  |

| 1984. augusztus 6. 14:00 | Spanyolország (ESP) | 17–16 | Egyesült Államok (USA) |  |
| 1984. augusztus 6. 14:00 | (10–9)              |       |                        |  |
| 1984. augusztus 6. 14:00 |                     |       |                        |  |

| 1984. augusztus 8. 20:00 | Svédország (SWE) | 26–25 | Spanyolország (ESP) |  |
| 1984. augusztus 8. 20:00 | (16–13)          |       |                     |  |
| 1984. augusztus 8. 20:00 |                  |       |                     |  |

A 7. helyért
| 1984. augusztus 10. 11:00 | Svájc (SUI) | 18–17 | Spanyolország (ESP) |  |
| 1984. augusztus 10. 11:00 | (9–9)       |       |                     |  |
| 1984. augusztus 10. 11:00 |             |       |                     |  |

| Csapat              | Helyezés |
| ------------------- | -------- |
| Spanyolország (ESP) | 8.       |

## Kosárlabda

### Férfi
| Spanyol férfi kosárlabdacsapat-játékoskeret                                                                        | Spanyol férfi kosárlabdacsapat-játékoskeret                                                                                     |
| --- | --- |
| - José Manuel Beirán - José Luis Llorente - Fernando Arcega - José María Margall - Andrés Jiménez - Fernando Romay | - Fernando Martín - Juan Antonio Corbalán - Ignacio Solozábal - Juan de la Cruz - Juan Manuel López - Juan Antonio San Epifanio |

#### Eredmények
Csoportkör
B csoport
| Csapat                 | M | Gy | V | P+  | P–  | Pk   |
| ---------------------- | - | -- | - | --- | --- | ---- |
| Egyesült Államok (USA) | 5 | 5  | 0 | 511 | 315 | +196 |
| Spanyolország (ESP)    | 5 | 4  | 1 | 457 | 438 | +19  |
| Kanada (CAN)           | 5 | 3  | 2 | 462 | 401 | +61  |
| Uruguay (URU)          | 5 | 2  | 3 | 403 | 460 | –57  |
| Kína (CHN)             | 5 | 1  | 4 | 364 | 477 | –113 |
| Franciaország (FRA)    | 5 | 0  | 5 | 383 | 489 | –106 |

| 1984. július 29. 22:00 | Spanyolország (ESP) | 83–82 | Kanada (CAN) |  |
| 1984. július 29. 22:00 | (45–40)             |       |              |  |

| 1984. július 31. 22:00 | Spanyolország (ESP) | 107–90 | Uruguay (URU) |  |
| 1984. július 31. 22:00 | (58–43)             |        |               |  |

| 1984. augusztus 1. 22:00 | Spanyolország (ESP) | 97–82 | Franciaország (FRA) |  |
| 1984. augusztus 1. 22:00 | (58–47)             |       |                     |  |

| 1984. augusztus 3. 11:00 | Spanyolország (ESP) | 102–83 | Kína (CHN) |  |
| 1984. augusztus 3. 11:00 | (50–38)             |        |            |  |

| 1984. augusztus 4. 11:00 | Egyesült Államok (USA) | 101–68 | Spanyolország (ESP) |  |
| 1984. augusztus 4. 11:00 | (48–41)                |        |                     |  |

Elődöntő
| 1984. augusztus 8. 15:00 | Spanyolország (ESP) | 74–61 | Jugoszlávia (YUG) |  |
| 1984. augusztus 8. 15:00 | (35–40)             |       |                   |  |

Döntő
| 1984. augusztus 10. 19:00 | Egyesült Államok (USA) | 96–65 | Spanyolország (ESP) |  |
| 1984. augusztus 10. 19:00 | (52–29)                |       |                     |  |

| Csapat              | Helyezés |
| ------------------- | -------- |
| Spanyolország (ESP) |          |

## Lovaglás
Díjugratás
| Versenyző                                                    | Ló                                         | Versenyszám | 1. forduló | 1. forduló | 2. forduló | 2. forduló | Összesen | Összesen |
| Versenyző                                                    | Ló                                         | Versenyszám | Pont       | Hely.      | Pont       | Hely.      | Pont     | Helyezés |
| ------------------------------------------------------------ | ------------------------------------------ | ----------- | ---------- | ---------- | ---------- | ---------- | -------- | -------- |
| Luis Álvarez                                                 | Jexico de Parc                             | Egyéni      | 4,25       | 8.         | 4,25       | 9.         | 8,50     | 6.       |
| Luis Astolfi                                                 | Feinschnitt Z                              | Egyéni      | 5,25       | 9.         | 8,50       | 19.        | 13,75    | 10.      |
| Alberto Honrubia                                             | Kaoua                                      | Egyéni      | 27,00      | 41.        | kiesett    | kiesett    | kiesett  | kiesett  |
| Alberto Honrubia Luis Álvarez Rutherford Latham Luis Astolfi | Kaoua Jexico du Parc Idaho E Feinschnitt Z | Csapat      | 21,50      | 3.         | 30,50      | 8.         | 52,00    | 7.       |

## Műugrás
Férfi
| Versenyző       | Versenyszám        | Selejtező | Selejtező | Döntő   | Döntő    |
| Versenyző       | Versenyszám        | Pont      | Helyezés  | Pont    | Helyezés |
| --------------- | ------------------ | --------- | --------- | ------- | -------- |
| Ricardo Camacho | Egyéni műugrás     | 509,10    | 17.       | kiesett | kiesett  |
| Luis Diéguez    | Egyéni toronyugrás | 361,23    | 21.       | kiesett | kiesett  |

## Ökölvívás
| Versenyző             | Versenyszám | Selejtező         | 32-es főtábla                   | Nyolcaddöntő                  | Negyeddöntő            | Elődöntő          | Döntő             | Helyezés |
| Versenyző             | Versenyszám | Ellenfél Eredmény | Ellenfél Eredmény               | Ellenfél Eredmény             | Ellenfél Eredmény      | Ellenfél Eredmény | Ellenfél Eredmény | Helyezés |
| --------------------- | ----------- | ----------------- | ------------------------------- | ----------------------------- | ---------------------- | ----------------- | ----------------- | -------- |
| Agapito Gómez         | Papírsúly   |                   | Mahjoub M'jirih (MAR) · 3:2     | Marcelino Bolívar (VEN) · 1:4 | kiesett                | kiesett           | kiesett           | 9.       |
| Julio Gómez           | Légsúly     |                   | Álvaro Mercado (COL) · 1:4      | kiesett                       | kiesett                | kiesett           | kiesett           | 17.      |
| Raúl Trapero          | Pehelysúly  | erőnyerő          | Turgut Aykaç (TUR) · 0:5        | kiesett                       | kiesett                | kiesett           | kiesett           | 17.      |
| José Antonio Hernándo | Könnyűsúly  | erőnyerő          | Jean-Claude Labonte (SEY) · 5:0 | Douglas Odame (GHA) · 5:0     | Luis Ortíz (PUR) · 0:5 | kiesett           | kiesett           | 5.       |

## Öttusa
| Versenyző                                      | Versenyszám | Lovaglás | Lovaglás | Lovaglás | Vívás    | Vívás | Vívás | Úszás    | Úszás | Úszás | Lövészet | Lövészet | Lövészet | Futás    | Futás | Futás | Összesen    | Összesen |
| Versenyző                                      | Versenyszám | Idő      | Pont     | Hely.    | Pontszám | Pont  | Hely. | Idő      | Pont  | Hely. | Eredmény | Pont     | Hely.    | Idő      | Pont  | Hely. | Összes pont | Helyezés |
| ---------------------------------------------- | ----------- | -------- | -------- | -------- | -------- | ----- | ----- | -------- | ----- | ----- | -------- | -------- | -------- | -------- | ----- | ----- | ----------- | -------- |
| Jorge Quesada                                  | Egyéni      | 1:47,84  | 1060     | 16.      | 31–20    | 890   | 9.    | 3:32,871 | 1172  | 25.   | 194      | 1000     | 8.       | 13:21,93 | 1159  | 14.   | 5281        | 8.       |
| Eduardo Burguete                               | Egyéni      | 1:44,72  | 1006     | 32.      | 24–27    | 736   | 32.   | 3:15,892 | 1308  | 3.    | 179      | 670      | 48.      | 13:16,78 | 1175  | 11.   | 4895        | 26.      |
| Federico Galera                                | Egyéni      | 1:38,06  | 1040     | 21.      | 17–34    | 582   | 45.   | 3:43,089 | 1088  | 40.   | 187      | 846      | 38.      | 13:21,96 | 1159  | 15.   | 4715        | 34.      |
| Jorge Quesada Eduardo Burguete Federico Galera | Csapat      |          | 3106     | 4.       |          | 2208  | 11.   |          | 3568  | 9.    |          | 2516     | 12.      |          | 3493  | 4.    | 14 891      | 8.       |

## Sportlövészet
Férfi
| Versenyző               | Versenyszám           | Pont | Helyezés |
| ----------------------- | --------------------- | ---- | -------- |
| Juan Seguí              | Gyorstüzelő pisztoly  | 589  | 10.      |
| Eduardo Jiménez         | Gyorstüzelő pisztoly  | 579  | 29.      |
| Ángel Corsino Fernández | Szabadpisztoly        | 543  | 27.      |
| José María Pigrau       | Sportpuska, összetett | 1128 | 30.      |
| José María Pigrau       | Légpuska              | 574  | 26.      |
| Jorge González          | Légpuska              | 572  | 30.      |
| Jorge González          | Sportpuska, összetett | 1146 | 11.      |
| Jorge González          | Sportpuska, fekvő     | 588  | 30.      |
| Luis del Cerro          | Sportpuska, fekvő     | 588  | 30.      |

Női
| Versenyző        | Versenyszám   | Pont | Helyezés |
| ---------------- | ------------- | ---- | -------- |
| María Luisa Peña | Sportpisztoly | 545  | 30.      |

Nyílt
| Versenyző       | Versenyszám | Pont | Helyezés |
| --------------- | ----------- | ---- | -------- |
| Ricardo Sancho  | Trap        | 183  | 17.      |
| Eladio Vallduvi | Trap        | 181  | 22.      |
| Juan Ávalos     | Skeet       | 192  | 13.      |
| Francisco Pérez | Skeet       | 191  | 19.      |

## Súlyemelés
| Versenyző        | Versenyszám | Szakítás | Szakítás | Lökés                    | Lökés                    | Összesen | Helyezés |
| Versenyző        | Versenyszám | Eredmény | Helyezés | Eredmény                 | Helyezés                 | Összesen | Helyezés |
| ---------------- | ----------- | -------- | -------- | ------------------------ | ------------------------ | -------- | -------- |
| Julio Sáez       | 52 kg       | 90,0     | 13.      | érvényes kísérlet nélkül | érvényes kísérlet nélkül | kiesett  | kiesett  |
| Dionisio Muñoz   | 56 kg       | 110,0    | 5.       | 132,5                    | 8.                       | 242,5    | 6.       |
| Joaquín Valle    | 60 kg       | 110,0    | 13.      | érvényes kísérlet nélkül | érvényes kísérlet nélkül | kiesett  | kiesett  |
| Fernando Mariaca | 67,5 kg     | 122,5    | 11.      | 157,5                    | 12.                      | 280,0    | 12.      |

## Szinkronúszás
| Versenyző                | Versenyszám | Selejtező           | Selejtező           | Selejtező       | Selejtező  | Selejtező  | Döntő           | Döntő      | Döntő      |
| Versenyző                | Versenyszám | Technikai gyakorlat | Technikai gyakorlat | Zenés gyakorlat | Összesítés | Összesítés | Zenés gyakorlat | Összesítés | Összesítés |
| Versenyző                | Versenyszám | Pont                | Hely.               | Pont            | Pont       | Hely.      | Pont            | Pont       | Helyezés   |
| ------------------------ | ----------- | ------------------- | ------------------- | --------------- | ---------- | ---------- | --------------- | ---------- | ---------- |
| Rosa Costa               | Egyéni      | 69,083              | 47.                 | 80,80           | 149,883    | 17.        | kiesett         | kiesett    | kiesett    |
| Mónica Antich            | Egyéni      | 77,867              | 40.                 | kiesett         | kiesett    | kiesett    | kiesett         | kiesett    | kiesett    |
| Ana Tarrés               | Egyéni      | 69,234              | 46.                 | kiesett         | kiesett    | kiesett    | kiesett         | kiesett    | kiesett    |
| Mónica Antich Ana Tarrés | Páros       | 73,551              | 16.                 | 80,60           | 154,151    | 16.        | kiesett         | kiesett    | kiesett    |

## Torna
Férfi
| Versenyző         | Versenyszám      | Selejtező | Selejtező | Döntő    | Döntő    |
| Versenyző         | Versenyszám      | Pontszám  | Helyezés  | Pontszám | Helyezés |
| ----------------- | ---------------- | --------- | --------- | -------- | -------- |
| Miguel Soler      | Talaj            | 18,40     | 64.       | kiesett  | kiesett  |
| Miguel Soler      | Ugrás            | 19,45     | 40.       | kiesett  | kiesett  |
| Miguel Soler      | Korlát           | 19,00     | 37.       | kiesett  | kiesett  |
| Miguel Soler      | Nyújtó           | 19,15     | 51.       | kiesett  | kiesett  |
| Miguel Soler      | Gyűrű            | 19,45     | 23.       | kiesett  | kiesett  |
| Miguel Soler      | Lólengés         | 18,95     | 36.       | kiesett  | kiesett  |
| Miguel Soler      | Egyéni összetett | 114,40    | 47.       | 114,850  | 25.      |
| Antonio Fraguas   | Talaj            | 17,95     | 70.       | kiesett  | kiesett  |
| Antonio Fraguas   | Ugrás            | 19,40     | 47.       | kiesett  | kiesett  |
| Antonio Fraguas   | Korlát           | 18,85     | 46.       | kiesett  | kiesett  |
| Antonio Fraguas   | Nyújtó           | 19,55     | 22.       | kiesett  | kiesett  |
| Antonio Fraguas   | Gyűrű            | 19,00     | 55.       | kiesett  | kiesett  |
| Antonio Fraguas   | Lólengés         | 18,50     | 60.       | kiesett  | kiesett  |
| Antonio Fraguas   | Egyéni összetett | 113,25    | 59.       | 113,325  | 35.      |
| Alfonso Rodríguez | Talaj            | 18,50     | 62.       | kiesett  | kiesett  |
| Alfonso Rodríguez | Ugrás            | 19,40     | 47.       | kiesett  | kiesett  |
| Alfonso Rodríguez | Korlát           | 18,85     | 46.       | kiesett  | kiesett  |
| Alfonso Rodríguez | Nyújtó           | 19,00     | 60.       | kiesett  | kiesett  |
| Alfonso Rodríguez | Gyűrű            | 18,15     | 71.       | kiesett  | kiesett  |
| Alfonso Rodríguez | Lólengés         | 18,85     | 41.       | kiesett  | kiesett  |
| Alfonso Rodríguez | Egyéni összetett | 112,75    | 62.       | kiesett  | kiesett  |

Női
| Versenyző                                                                          | Versenyszám      | Selejtező | Selejtező | Döntő    | Döntő    |
| Versenyző                                                                          | Versenyszám      | Pontszám  | Helyezés  | Pontszám | Helyezés |
| ---------------------------------------------------------------------------------- | ---------------- | --------- | --------- | -------- | -------- |
| Laura Muñoz                                                                        | Talaj            | 18,70     | 48.       | kiesett  | kiesett  |
| Laura Muñoz                                                                        | Ugrás            | 19,20     | 26.       | kiesett  | kiesett  |
| Laura Muñoz                                                                        | Felemás korlát   | 18,95     | 18.       | kiesett  | kiesett  |
| Laura Muñoz                                                                        | Gerenda          | 18,90     | 20.       | kiesett  | kiesett  |
| Laura Muñoz                                                                        | Egyéni összetett | 75,75     | 25.       | 76,225   | 14.      |
| Ana Manso                                                                          | Talaj            | 18,50     | 54.       | kiesett  | kiesett  |
| Ana Manso                                                                          | Ugrás            | 18,90     | 45.       | kiesett  | kiesett  |
| Ana Manso                                                                          | Felemás korlát   | 18,40     | 39.       | kiesett  | kiesett  |
| Ana Manso                                                                          | Gerenda          | 18,65     | 29.       | kiesett  | kiesett  |
| Ana Manso                                                                          | Egyéni összetett | 74,45     | 39.       | 75,275   | 21.      |
| Marta Artigas                                                                      | Talaj            | 18,75     | 43.       | kiesett  | kiesett  |
| Marta Artigas                                                                      | Ugrás            | 18,95     | 40.       | kiesett  | kiesett  |
| Marta Artigas                                                                      | Felemás korlát   | 17,90     | 48.       | kiesett  | kiesett  |
| Marta Artigas                                                                      | Gerenda          | 18,20     | 43.       | kiesett  | kiesett  |
| Marta Artigas                                                                      | Egyéni összetett | 73,80     | 46.       | 74,450   | 26.      |
| Irene Martínez                                                                     | Talaj            | 18,80     | 40.       | kiesett  | kiesett  |
| Irene Martínez                                                                     | Ugrás            | 18,65     | 56.       | kiesett  | kiesett  |
| Irene Martínez                                                                     | Felemás korlát   | 18,00     | 47.       | kiesett  | kiesett  |
| Irene Martínez                                                                     | Gerenda          | 18,15     | 45.       | kiesett  | kiesett  |
| Irene Martínez                                                                     | Egyéni összetett | 73,60     | 48.       | kiesett  | kiesett  |
| Virginia Navarro                                                                   | Talaj            | 18,75     | 43.       | kiesett  | kiesett  |
| Virginia Navarro                                                                   | Ugrás            | 18,80     | 50.       | kiesett  | kiesett  |
| Virginia Navarro                                                                   | Felemás korlát   | 17,35     | 57.       | kiesett  | kiesett  |
| Virginia Navarro                                                                   | Gerenda          | 18,25     | 42.       | kiesett  | kiesett  |
| Virginia Navarro                                                                   | Egyéni összetett | 73,15     | 53.       | kiesett  | kiesett  |
| Margot Estévez                                                                     | Talaj            | 18,75     | 43.       | kiesett  | kiesett  |
| Margot Estévez                                                                     | Ugrás            | 18,80     | 50.       | kiesett  | kiesett  |
| Margot Estévez                                                                     | Felemás korlát   | 17,85     | 50.       | kiesett  | kiesett  |
| Margot Estévez                                                                     | Gerenda          | 17,35     | 63.       | kiesett  | kiesett  |
| Margot Estévez                                                                     | Egyéni összetett | 72,75     | 56.       | kiesett  | kiesett  |
| Laura Muñoz Ana Manso Marta Artigas Irene Martínez Virginia Navarro Margot Estévez | Csapat összetett |           |           | 372,10   | 9.       |

### Ritmikus gimnasztika
| Versenyző    | Versenyszám | Selejtező | Selejtező | Döntő  | Döntő    |
| Versenyző    | Versenyszám | Pont      | Hely.     | Pont   | Helyezés |
| ------------ | ----------- | --------- | --------- | ------ | -------- |
| Marta Cantón | Egyéni      | 37,80     | 3.        | 56,950 | 6.       |
| Marta Bobo   | Egyéni      | 37,55     | 8.        | 56,375 | 9.       |

## Úszás
Férfi
| Versenyző                                                          | Versenyszám          | Előfutam | Előfutam | Előfutam | Döntő   | Döntő   | Döntő   | Helyezés |
| Versenyző                                                          | Versenyszám          | Idő      | Hely.    | Össz.    | Típus   | Idő     | Hely.   | Helyezés |
| ------------------------------------------------------------------ | -------------------- | -------- | -------- | -------- | ------- | ------- | ------- | -------- |
| Juan Carlos Vallejo                                                | 200 m gyors          | 1:51,97  | 3.       | 13.      | B       | 1:51,77 | 2.      | 10.      |
| Javier Miralpeix                                                   | 200 m gyors          | 1:55,25  | 4.       | 28.      | kiesett | kiesett | kiesett | kiesett  |
| Juan Escalas                                                       | 400 m gyors          | 3:55,93  | 3.       | 12.      | B       | 3:55,25 | 2.      | 10.      |
| Juan Escalas                                                       | 1500 m gyors         | 15:44,85 | 5.       | 18.      | kiesett | kiesett | kiesett | kiesett  |
| Rafael Escalas                                                     | 1500 m gyors         | 15:30,09 | 2.       | 11.      | kiesett | kiesett | kiesett | kiesett  |
| Ricardo Aldabe                                                     | 100 m hát            | 57,90    | 2.*      | 9.*      | B       | 58,31   | 5.*     | 13.*     |
| Ricardo Aldabe                                                     | 200 m hát            | 2:03,94  | 2.       | 5.       | A       | 2:04,53 | 7.      | 7.       |
| Enrique Romero                                                     | 100 m mell           | 1:05,19  | 3.       | 18.      | kiesett | kiesett | kiesett | kiesett  |
| Enrique Romero                                                     | 200 m mell           | 2:21,25  | 2.       | 14.      | B       | 2:21,19 | 5.      | 13.      |
| David López-Zubero                                                 | 100 m pillangó       | 55,66    | 3.       | 14.      | B       | 55,61   | 4.*     | 12.*     |
| Harri Garmendia                                                    | 100 m pillangó       | 55,97    | 3.       | 20.      | kiesett | kiesett | kiesett | kiesett  |
| Harri Garmendia                                                    | 200 m pillangó       | 2:02,37  | 4.       | 16.      | B       | 2:01,82 | 7.      | 15.      |
| Harri Garmendia                                                    | 200 m vegyes         | 2:08,30  | 4.       | 19.      | kiesett | kiesett | kiesett | kiesett  |
| Juan Escalas Rafael Escalas Juan Carlos Vallejo David López-Zubero | 4 × 200 m gyorsváltó | 7:32,21  | 5.       | 11.      | kiesett | kiesett | kiesett | kiesett  |

* - egy másik versenyzővel azonos eredményt ért el

## Vitorlázás
Férfi
| Versenyző       | Versenyszám     | Futam | Futam | Futam | Futam  | Futam | Futam | Futam | Pontszám | Helyezés |
| Versenyző       | Versenyszám     | 1     | 2     | 3     | 4      | 5     | 6     | 7     | Pontszám | Helyezés |
| --------------- | --------------- | ----- | ----- | ----- | ------ | ----- | ----- | ----- | -------- | -------- |
| Eduardo Bellini | Szörfvitorlázás | 5,7   | 21,0  | 15,3* | (30,0) | 19,0  | 17,0  | 14,0  | 92,0     | 12.      |

Nyílt
| Versenyző                            | Versenyszám     | Futam    | Futam  | Futam | Futam | Futam  | Futam | Futam  | Pontszám | Helyezés |
| Versenyző                            | Versenyszám     | 1        | 2      | 3     | 4     | 5      | 6     | 7      | Pontszám | Helyezés |
| ------------------------------------ | --------------- | -------- | ------ | ----- | ----- | ------ | ----- | ------ | -------- | -------- |
| Joaquín Blanco                       | Finn dingi      | (35,0**) | 14,0   | 24,0  | 8,0   | 11,7   | 3,0   | 0,0    | 60,7     | 4.       |
| Luis Doreste Roberto Molina          | 470-es osztály  | 5,7      | 0,0    | 10,0  | 3,0   | 0,0    | 15,0  | (27,0) | 33,7     |          |
| Antonio Gorostegui José Luis Doreste | Csillaghajó     | 14,0     | (20,0) | 16,0  | 10,0  | 8,0    | 13,0  | 13,0   | 74,0     | 7.       |
| Alejandro Abascal Miguel Noguer      | Repülő hollandi | 11,7     | 15,0   | 20,0  | 17,0  | (22,0) | 15,0  | 13,0   | 91,7     | 11.      |

* - bírók által adott pontszám

** - kizárták

## Vívás
Férfi
| Versenyző       | Versenyszám       | Selejtező | Selejtező | Selejtező | Selejtező | Selejtező         | Selejtező | Főtábla           | Főtábla           | Vigaszág          | Vigaszág          | Negyeddöntő       | Elődöntő          | Döntő             | Helyezés |
| Versenyző       | Versenyszám       | 1. kör | 1. kör    | 2. kör | 2. kör    | 3. kör            | 3. kör    | 1. kör            | 2. kör            | 1. kör            | 2. kör            | Negyeddöntő       | Elődöntő          | Döntő             | Helyezés |
| Versenyző       | Versenyszám       | Ellenfél Eredmény | Hely.     | Ellenfél Eredmény | Hely.     | Ellenfél Eredmény | Hely.     | Ellenfél Eredmény | Ellenfél Eredmény | Ellenfél Eredmény | Ellenfél Eredmény | Ellenfél Eredmény | Ellenfél Eredmény | Ellenfél Eredmény | Helyezés |
| --------------- | ----------------- | --- | --------- | --- | --------- | ----------------- | --------- | ----------------- | ----------------- | ----------------- | ----------------- | ----------------- | ----------------- | ----------------- | -------- |
| Ángel Fernández | Párbajtőr, egyéni | 8. csoport · Liu Chi On (HKG) · 5–0 · Stefan Joos (BEL) · 5–4 · Cung Hsziang-csing (Zong Xiangqing) (CHN) · 3–5 · Nils Koppang (NOR) · 3–5                                          | 3.        | 8. csoport · Greger Forslöw (SWE) · 5–1 · Thierry Soumagne (BEL) · 5–3 · Bård Vonen (NOR) · 2–5 · Cuj Ji-ning (Cui Yining) (CHN) · 2–5 · Philippe Riboud (FRA) · 3–5 | 4.        | kiesett           | kiesett   | kiesett           | kiesett           | kiesett           | kiesett           | kiesett           | kiesett           | kiesett           | 29.      |
| Antonio García  | Kard, egyéni      | 4. csoport · José María Casanova (ARG) · 5–0 · Jean-Marie Banos (CAN) · 4–5 · Liu Kuo-csen (Liu Guozhen) (CHN) · 3–5 · Hervé Granger-Veyron (FRA) · 1–5 · Marin Mustaţă (ROU) · 1–5 | 5.        | 4. csoport · John Zarno (GBR) · 2–5 · Jörg Stratmann (FRG) · 3–5 · Zisis Babanasis (GRE) · 3–5 · Gianfranco Dalla Barba (ITA) · 1–5                                  | 5.        | kiesett           | kiesett   | kiesett           | kiesett           | kiesett           | kiesett           | kiesett           | kiesett           | kiesett           | 27.      |

## Vízilabda
| Spanyol férfi vízilabdacsapat-játékoskeret                                                                                  | Spanyol férfi vízilabdacsapat-játékoskeret                                                 |
| --- | ------------------------------------------------------------------------------------------ |
| - Leandro Ribera Perpiñá - José Morillo - Félix Fernández - Alberto Canal - Manuel Estiarte - Pedro Robert - Rafael Aguilar | - Jorge Signes - Antonio Aguilar - Jorge Carmona - Jordi Sans - Jorge Neira - Mariano Moya |

### Eredmények
Csoportkör
B csoport
| Csapat                 | M | Gy | D | V | G+ | G– | Gk  | P |
| ---------------------- | - | -- | - | - | -- | -- | --- | - |
| Egyesült Államok (USA) | 3 | 3  | 0 | 0 | 32 | 17 | +15 | 6 |
| Spanyolország (ESP)    | 3 | 2  | 0 | 1 | 39 | 31 | +8  | 4 |
| Görögország (GRE)      | 3 | 0  | 1 | 2 | 23 | 33 | –10 | 1 |
| Brazília (BRA)         | 3 | 0  | 1 | 2 | 25 | 38 | –13 | 1 |

| 1984. augusztus 1. 13:30 | Brazília (BRA)       | 12–19 | Spanyolország (ESP) |  |
| 1984. augusztus 1. 13:30 | (3–7, 3–3, 3–4, 3–5) |       |                     |  |
| 1984. augusztus 1. 13:30 |                      |       |                     |  |

| 1984. augusztus 2. 08:30 | Görögország (GRE)    | 9–12 | Spanyolország (ESP) |  |
| 1984. augusztus 2. 08:30 | (1–1, 2–4, 4–3, 2–4) |      |                     |  |
| 1984. augusztus 2. 08:30 |                      |      |                     |  |

| 1984. augusztus 3. 19:30 | Egyesült Államok (USA) | 10–8 | Spanyolország (ESP) |  |
| 1984. augusztus 3. 19:30 | (1–1, 3–2, 4–2, 2–3)   |      |                     |  |
| 1984. augusztus 3. 19:30 |                        |      |                     |  |

Döntő csoportkör
| Csapat                 | M | Gy | D | V | G+ | G– | Gk  | P |
| ---------------------- | - | -- | - | - | -- | -- | --- | - |
| Jugoszlávia (YUG)      | 5 | 4  | 1 | 0 | 47 | 33 | +14 | 9 |
| Egyesült Államok (USA) | 5 | 4  | 1 | 0 | 43 | 34 | +9  | 9 |
| NSZK (FRG)             | 5 | 2  | 1 | 2 | 49 | 34 | +15 | 5 |
| Spanyolország (ESP)    | 5 | 2  | 0 | 3 | 42 | 46 | –4  | 4 |
| Ausztrália (AUS)       | 5 | 1  | 1 | 3 | 37 | 48 | –11 | 3 |
| Hollandia (NED)        | 5 | 0  | 0 | 5 | 25 | 48 | –23 | 0 |

| 1984. augusztus 6. 19:30 | Spanyolország (ESP)  | 8–8 | NSZK (FRG) |  |
| 1984. augusztus 6. 19:30 | (2–1, 2–2, 1–4, 3–1) |     |            |  |
| 1984. augusztus 6. 19:30 |                      |     |            |  |

| 1984. augusztus 7. 19:30 | Spanyolország (ESP)  | 8–4 | Hollandia (NED) |  |
| 1984. augusztus 7. 19:30 | (2–1, 2–1, 2–2, 2–0) |     |                 |  |
| 1984. augusztus 7. 19:30 |                      |     |                 |  |

| 1984. augusztus 9. 19:30 | Spanyolország (ESP)  | 8–14 | Jugoszlávia (YUG) |  |
| 1984. augusztus 9. 19:30 | (4–3, 0–3, 4–5, 0–3) |      |                   |  |
| 1984. augusztus 9. 19:30 |                      |      |                   |  |

| 1984. augusztus 10. 13:30 | Ausztrália (AUS)     | 10–10 | Spanyolország (ESP) |  |
| 1984. augusztus 10. 13:30 | (3–3, 3–2, 1–2, 3–3) |       |                     |  |
| 1984. augusztus 10. 13:30 |                      |       |                     |  |

| Csapat              | Helyezés |
| ------------------- | -------- |
| Spanyolország (ESP) | 4.       |